# Tchads historie
Tchads historie går langt tilbage i tiden. I begyndelsen af 6000-tallet f.Kr. flyttet store grupper af mennesker ind i Tchad-lavningen. Ved slutningen af det første årtusinde f.Kr. kom og faldt en serie stater og imperier i Tchads sahelbælte, hvor alle var orienteret mod kontrol over de trans-sahariske handelsruter, som passerede gennem regionen. Frankrig erobrede området i 1920 og indlemmede det som en del af Fransk Ækvatorialafrika. Under ledelse af François Tombalbaye blev Tchad selvstændigt i 1960. Hans politik vakte modvilje i den muslimske nordlige del af landet, hvilket kulminerede i udbruddet af en langvarig borgerkrig i 1965.
Tchad er generelt et af de fattigste og mest korrupte lande i Afrika. Tchad er indlandsland i Centralafrika, som i dag grænser til Libyen i nord, Sudan i øst, Den Centralafrikanske Republik i syd, Kamerun og Nigeria i sydvest, og Niger i vest. På grund af landets afstand til havet og dets hovedsagelig ørkenklima er landet tidvis blevet omtalt som "Afrikas døde hjerte". Tchad består af tre større geografiske regioner: en ørkenzone i nord, et tørt sahelbælte i midten og en mere frugtbar savanne i syd. Landet har navn efter den store Tchad sø i sydvest.

## Forhistorie
Det område, som i dag er kendt som Tchad, udgør en del af de rigeste arkæologisk områder i Afrika. Et muligt hominidt kranium, som blev fundet i 2002 i Borkou, kan være mere end 7 millioner år gammelt, og har fået det vitenskabelige navn Sahelanthropus tchadensis. I 1996 blev et kæbeben fra en hominid fundet og givet navnet Australopithecus bahrelghazali, uofficielt kaldet for "Abel". Det er blevet dateret ved hjælp af beryllium-baseret radiometrisk datering til at være ca. 3,6 millioner år gammelt.
I løbet af 6.000-tallet f.Kr. blev den nordlige halvdel av Tchad en del af en bredere flade af jord, som strakte sig fra Indusdalen i øst til Atlanterhavet i vest, og hvor de økologiske forhold var gunstige for tidlig menneskelig bosætning. Helleristninger og hulemalerier i den såkaldte "rundhovedstil" er blevet fundet i regionen Ennedi og er blevet daterede til før 6.000-tallet f.Kr. På grund af de redskaber, som blev benyttede, og de billeder, som er afbildede, kan de udgøre de ældste beviser i Sahara fra neolitisk industri. Dele af keramikken og andre neolitiske aktiviteter i Ennedi er dateret længere tilbage i tid end de i Nildalen længere mod øst.
I den forhistoriske tid var Tchad langt vådere end landet er i dag, hvilket er bevidnet af store dyr, som blev jagtede, og som blev afbildede i hulemalerierne i regionerne Tibesti og Borkou.
Nyere lingvistisk forskning har antydet, at alle afrikanske sprog syd for Saharaørkenen, med undtagelse af khoisansprog, har sin oprindelse i forhistorisk tid i et smalt bånd mellem Tchadsøen og Nildalen. Oprindelsen til folket i Tchad er imidlertid uklart. Flere af de beviste arkæologiske fundsteder er kun blevet delvis undersøgt, og andre steder, som har store muligheder, er endnu ikke blevet ordentligt kortlagt.

## Rigernes tid (900–1900 e.Kr.)
Mod slutningen af 1000-tallet e.Kr. begyndte det at dannes en række stater over hele centrale Tchad i sahelbæltet mellem ørkenen og savannerne. I de næste 1000 år dominerede disse stater Tchads historie, deres forhold til hinanden, og deres indflydelse på de folkene, som levede i de statsløse samfund i udkanten af disse. Nyere forskning har antydet, at indfødte afrikanere eksisterede i de flere af disse stater, ikke indvandrende arabisk talende grupper som man troede tidligere. Indvandrende arabisk talende grupper har imidlertid spillet en betydelig rolle, særlig på grund af konflikterne med islam, i oprettelsen og den tidlige udvikling af disse stater.
De fleste af disse stater begyndte som kongedømmer, hvor kongen blev betragtet som hellig og havde ulige åndelige kræfter. Alle staterne var militaristiske, men ingen af dem strakte sig langt ind i sydlige Tchad, hvor de tætte skove og tsetsefluer vanskeliggjorde brugen af kavaleri. Kontrol over de trans-sahariske handelsruter, som passerede gennem regionen, udgjorde det økonomiske grundlag for disse kongedømmer. Selv om flere stater opstod og faldt sammen igen, var den vigtigste og mest varige af disse riger Kanem-Bornu, Baguirmi, og Ouaddai, i henhold til de fleste skriftlige kilder, hovedsagelig hofkrøniker og skrifter fra arabiske handelsmænd og andre rejsende.

### Kanem-Bornu
Kanemriget havde sin oprindelse i 800-tallet i den nordøstlige område ved Tchadsøen. Historikere er overens om, at lederne fra den nye stat var efterkommere af folket Kanembu, og var et resultat af folkevandring af et nomadisk folk kaldet Zaghawa, som talte sprog af Teda–Daza eller Toubou-gruppen. Mod slutningen af 1000-tallet havde Sayfawa-kongen (eller mai, titlerne på Sayfawa-herskerne) Hummay konverteret til islam. I de følgende århundreder ekspanderede Sayfawa-herskerne sydover og ind i Kanem, hvor deres første hovedstad blev oprettet, Njimi. Kanems ekspansion nåede sit højdepunkt i det lange og energiske styre under mai Dunama Dabbalemi (ca. 1221–1259). 
Mod slutningen af 1300-tallet havde indre strid og ydre angreb revet Kanemriget i stykker. Til sidst tvang det muslimske bilalafolk en gang omkring 1396 mai Umar Idrismi til at opgive Njimi og flytte kanembufolket til Bornu i den vestlige ende af Tchadsøen. Over tid førte indbyrdes giftemål mellem bilalafolket og kanembufolket til, at der udviklede sig et nyt folk og sprog, kanurifolket, som oprettede en ny hovedstad, Ngazargamu. 
Kanem-Bornu havde sit højdepunkt under den fremstående statsmand mai Idris Aluma (ca. 1571–1603). Aluma er husket for sin militære dygtighed, administrative reformer og islamiske tro. De administrative reformer og militære dygtighed opretholdt riget frem til midten af 1600-tallet, da dets magt igen begyndte at nedbrydes. Ved slutningen af 1800-tallet var Kanem-Bornu åbenbart et rige i nedgang, og i 1808 erobrede muslimske fulanikrigere fra Sokotokalifatet hovedstaden Ngazargamu. Bornufolket overlevede, men Sayfawadynastiet endte i 1846, og riget selv faldt i 1893. 

### Baguirmi og Wadai
Ved siden af Kanem-Bornu var der to andre stater i regionen, Baguirmi og Wadai, som opnåede historisk prominens. Baguirmi opstod i sydøst for Kanem-Bornu i 1500-tallet. De adopterede islam og staten blev et sultanat. Det blev indlemmet i Kanem-Bornu, men Baguirmi brød fri senere i 1600-tallet, kun for igen at blive underlagt i midten af 1700-tallet. Tidlig i 1800-tallet havnede Baguirmi i nedgang og forfald og blev truet militært af naboriget Wadai. Selv om Baguirmi stred imod, måtte landet acceptere at blive underlagt og betale tribut for at få hjælp fra Wadai til at nedkæmpe interne stridigheder. Da hovedstaden nedbrændte i 1893, søgte sultanen og fik beskyttelse hos Frankrig. 
Beliggende i nordøst for Baguirmi var Wadai et kongedømme, som ikke var muslimsk og fremstod i 1500-tallet som udløber af staten Darfur (i nutidens Sudan). Tidlig i 1600-tallet var grupper kommet sammen under Abd al-Karim Sabun, som væltede den herskende Tunjur-gruppen, omformede Wadai til et islamisk sultanat. I løbet af det meste af 1700-tallet modstod Wadai at blive underlagt Darfur. 
Omtrent i 1804 forsøgte sultanatet under Sabun at ekspandere sin magt. En ny handelsrute i nord blev opdaget, og Sabun udsendte kongelige karavaner for at drage fordele af den. Han begyndte at præge sine egne mønter og importerede ringbrynjer, skydevåben og militære rådgivere fra Nordafrika. Sabuns efterfølgere var mindre dygtige end han selv var. Darfur drog fordel af intern strid om efterfølgeren i 1838 med at fremme sin egen kandidat, men den taktik slog tilbage, da Darfurs valg, Muhammad Sharif, afviste Darfur og sikrede sin egen autoritet. I at gøre dette, måtte han opnå accept fra Wadais ulige fraktioner og blev en af Wadais dygtigste herskere. Sharif etablerede til sidst Wadais overherredømme over Baguirmi og kongedømmer så langt væk som Chari. Wadai modsatte sig fransk dominans til ind i 1900-tallet. 

## Kolonialisme (1900–1940)
Franskmændene trængte første gang ind i Tchad i 1891, etablerede sin autoritet via militære ekspeditioner hovedsagelig mod de muslimske riger. Det afgørende kolonialistiske slag for Tchad blev udkæmpet den 22. april 1900 i slaget ved Kousséri mellem styrker under den franske major Amédée-François Lamy og styrker under den sudanske krigsherre Rabih az-Zubayr. Begge ledere blev dræbte i slaget.
I 1905 blev det administrative ansvar for Tchad placeret under en generalguvernør stationeret i Brazzaville, hovedstaden for Fransk Ækvatorialafrika (AEF). Tchad havde ikke egen kolonialstatus før i 1920, da det blev placeret under en guvernørløjtnant stationeret i Fort-Lamy (i dag N'Djamena). 
To grundlæggende temaer dominerede i kolonialistiske Tchad og Frankrig: et fravær af politik udformet for at forene området og en særdeles langsomt tempo i at modernisere området. I de franske prioriteringer stod kolonien Tchad langt nede på den franske liste. Franskmændene så Tchad udelukkende som en kilde til råvarer af råbomuld og manuel, uuddannet arbejdskraft, som kunne blive benyttet i de mere produktive kolonier længere mod syd. 
Gennem hele koloniperioden blev store områder i Tchad aldrig styret effektivt: i det store område i nord, præfekturet Borkou-Ennedi-Tibesti, som i dag udgør den ene halvdel af Tchad, efterlod de håndfuld franske militære administratorer i dette område nærmest alene, men i det centrale Tchad var det franske styre kun lidt mere udtalt. I virkeligheden var franske styre kun effektivt administreret længst i syd i Tchad. 

## Afkoloniseringen (1940–1960)
Under 2. verdenskrig var Tchad den første franske koloni, som kom med de allierede, hvilket skete den 26. august 1940, efter det franske nederlag til Nazi-Tyskland. Under administrationen ved Félix Éboué, Frankrigs første sorte koloniguvernør, drog en hær, som også omfattede to bataljoner med Sara-tropper, kommanderet af oberst Philippe Leclerc de Hauteclocque, nordpå fra N'Djamena for at kæmpe mod aksemagterne i Libyen. Der gik de sammen med Long Range Desert Group, en enhed under den britiske hær, og erobrede Kufra, en oasegruppe i den libyske ørken.
Efter krigen begyndte lokale partier at udvikles i Tchad. Den første var det radikale Tchads progressive parti (PPT), som blev dannet i februar 1947, oprindelig ledet af Gabriel Lisette, født i Panama, men fra 1959 ledet af François Tombalbaye. Det mere konservative Tchads demokratiske union (UDT) blev grundlagt i november 1947 og repræsenterede franske kommercielle interesser og en blok af traditionelle ledere sammensat af hovedsagelig muslimske adelige fra Wadai. Konfrontationen mellem PPT og UDT var mere end kun ideologisk; det repræsenterede ulige regionale identiteter, hvor PPT var kristne og animistiske i syd og UDT islamiske i nord.
PPT vandt i maj 1957 de før-uafhængige valg takket være en udvidet fransk handelsaftale, og Lisette ledede regeringen af den territoriale råd indtil han tabte et tillidsvalg den 11. februar 1959. Efter en folkeafstemning om territorial uafhængighed den 28. februar 1958, blev Fransk Ækvatorialafrika opløst, og dets fire konstituerende stater – Gabon, Congo (Brazzaville), Den Centralafrikanske Republik, og Tchad blev selvstyrede medlemmer af Det franske fællesskab fra 28. november 1958. Som følge af Lisettes fald i februar 1959, kunne oppositionslederne Gontchome Sahoulba og Ahmed Koulamallah ikke danne en stabil regering, og PPT blev igen bedt om at danne en administration – hvilket det gjorde under lederskab af François Tombalbaye den 26. marts 1959. Den 12. juli 1960 blev Frankrig enig med Tchad om, at landet skulle blive helt uafhængigt. Den 11. august 1960 blev Tchad et uafhængigt land, og François Tombalbaye blev landets første præsident.

## Tombalbayes epoke (1960–1975)
Et af de mest fremtrædende aspekter af François Tombalbayes styre i bevise sig selv var hans autoritære principper og manglende tillid til demokrati. Allerede i januar 1962 forbød han alle politiske partier, undtaget sit eget PPT, og begyndte øjeblikkelig at koncentrere al magt i egne hænder. Hans behandling af oppositionen, virkelig og indbildt, var ekstremt hård, og han fyldte fængslerne med tusindvis af politiske fanger.
Hvad, der faktisk var værre, var hans konstante diskriminering af de centrale og nordlige regioner af Tchad, hvor administratorerne i syd kom til at blive opfattet som arrogante og inkompetente. Denne krænkelse eksploderede til sidst i et oprør mod skatterne den 1. november 1965 i præfekturet Guéra og medførte 500 dræbte. Året efter blev der i Sudan oprettet Tchads nationale befrielsesfront (FROLINAT), oprettet for militært at vælte Tombalbaye og dominansen i syd. Det blev begyndelsen på en blodig borgerkrig.
Tombalbaye valgte først at tilkalde franske tropper. Selv om de var moderat succesfulde, var de ikke i stand til at kvæle oprøret. Det viste sig at være mere effektivt at bryde med franskmændene og søge at knytte venskabelig bånd med den libyske præsident Gaddafi, hvilket fjernede oprørernes vigtigste kilde for forsyninger. Mens han efter sigende havde en del succes i kampen mod oprørerne, begyndte Tombalbaye at opføre sig mere og mere irrationelt og brutalt, jævnligt brød han ned den almindelige enighed i den sydlige elite, som dominerede alle nøglepositioner i hæren, i den civile og politiske administration og i det herskende parti. Som en konsekvens af dette var der flere enheder i N'Djamenas politi, som dræbte Tombalbaye den 13. april 1975 under et statskup.

## Militærstyre og borgerkrig (1975-1982)
Statskuppet i 1975, som afsluttede Tombalbayes regering, fik entusiastisk modtagelse i N'Djamena. General Félix Malloum (fra sydlige Tchad) fremstod som leder for den nye junta. I 1977 annekterede Libyen det nordlige Aouzou-område af Tchad.
De nye militære ledere var ikke i stand til holde på den popularitet længe, som de havde fået ved at fjerne Tombalbaye. Malloum viste sig at ikke være i stand til at håndtere FROLINAT, og til sidst besluttede han, at hans eneste chance var at indgå en form for samarbejde med oprørerne: i 1978 allierede han sig med oprørslederen Hissène Habré, som derefter gik ind i regeringen som statsminister.
Intern uenighed med regeringen førte til, at statsminister Habré sendte sine egne styrker mod Malloums nationale hær i hovedstaden i februar 1979. Malloum blev forvist fra præsidentposten, men den påfølgende borgerkrig mellem de 11 fraktioner, som indtraf, var så vidtstrakt, at det i stor grad gjorde den centrale regering irrelevant. Ved dette tidspunkt besluttede andre afrikanske regeringer at intervenere.
En række af fire internationale konferencer blev holdt, støttet af Nigeria og Organisationen for afrikansk enhed (OAU), i et forsøg på føre de ulige fraktioner i Tchad sammen. Ved den fjerde konference, som blev holdt i Lagos i Nigeria i august 1979, blev Lagos-overenskomsten underskrevet. Denne etablerede en overgangsregering, som skulle fungere frem til afholdelsen af nationale valg. Malloum blev tvunget til at rømme landet. I november 1979 blev en overgangsregering oprettet med mandat til at styre Tchad i 18 måneder. Goukouni Oueddei (fra nordlige Tchad) blev udnævnt som præsident; oberst Kamougué (fra sydlige Tchad) blev vicepræsident; og Habré blev forsvarsminister. Denne koalition var skrøbelig og i januar 1980 udbrød der nye kampe mellem Goukounis og Habrés styrker. Libyen sendte tropper ind for at støtte Oueddei i hans kamp mod de nordlige styrker, som var ledet af en tidligere statsminister, Hissene Habre. Med støtte fra Libyen tog Goukouni kontroll over hovedstaden og andre byer i slutningen af året. Imidlertid var Tchad og Libyen, ifølge Goukouni, i januar 1981 nået til enighed om at samarbejde for fuldstændig forening af de to lande, hvilket førte til omfattende internationalt pres, og i 1981 trak Libyen sine tropper tilbage efter opfordring fra Oueddei.

## Habrés epoke (1982–1990)
Libyens delvise tilbagetrækning til Aouzoustriben i nordlige Tchad banede vej for, at Habres styrker den 7. juni 1982 erobrede hovedstaden N'Djamena. Franske styrker og en fredsbevarende styrke fra OAU på 3.500 mænd fra Nigeria, Senegal og Zaire (delvis finansieret af USA) forblev neutrale under konflikten.
Habré fortsatte at møde bevæbnet modstand på ulige fronter, og var brutal i sin undertrykkelse af formodede modstandere, massakrerede og torturerede mange i løbet af sin tid ved magten. Sommeren 1983 angreb oprørstyrker regeringens positioner i det nordlige og østlige Tchad med tung støtte fra Libyen. Som svar på Libyens direkte indblanding intervenerede styrker fra Frankrig og Zaire for at forsvare Habré. De pressede libyske og oprørernes styrker nord for 16. nordlige breddegrad. I 1983 anerkendte OAU Habres regering, men Oueddeis styrker fortsatte at slås mod nord, med libysk hjælp. I september 1984 annoncerede de franske og libyske regeringer en enighed om fælles tilbagetrækning af sine styrker fra Tchad. Mod slutningen af året var alle franske og zairiske styrker trukket tilbage. Libyen holdt derimod ikke overenskomsten om at trække sine styrker ud, og fortsatte at okkupere den nordlige tredjedel af Tchad.
Oprørernes kommandogrupper, codos, i det sydlige Tchad blev brudt op af regeringens massakreringer i 1984. Året efter blev Habré kortvarig forsonet med en del af sine modstandere, blandt andet Tchads demokratiske front (FDT) og Den koordinerende aktionskomite for det demokratiske revolutionære råd. Goukouni begyndte også at samle sig mod Habré, og med hans støtte kunne Habré med held forvise alle styrker fra Tchads områder.
I 1987 tvang styrker fra både Frolinat, samt regulære styrker fra Tchad, med støtte fra Frankrig og USA, de libyske styrker ud af hele den nordlige del, med undtagelse af Aouzou-området og dele af Tibesti. En våbenhvile mellem Tchad og Libyen blev opretholdt fra 1987 og til 1988, og forhandlinger over de næste år førte i 1994 til, at Den internationale domstol tog beslutningen at give Tchad overherredømme over Aouzoustriben, hvilket effektivt afsluttede Libyens okkupation.

## Débys epoke (1990 - )

### Fra vækst til magt
Rivaliseringen mellem grupperingerne under Hadjerai, Zaghawa og Gorane indenfor regeringen voksede mod slutningen af 1980-erne. I april 1989 hoppede Idriss Déby, en af Habrés bedste generaler og en Zaghawa, af og flygtede til Darfur i Sudan. Derfra ledede han en række Zaghawa-støttede angreb på Habré. I december 1990 marcherede Débys styrker, med støtte fra Libyen og modstand fra de franske tropper stationeret i Tchad, mod N’Djamena. Efter 3 måneder med en midlertidig regering overtog Débys Patriotiske befrielsesbevægelse (MPS) og udpegede den 28. februar 1991 Déby som præsident.
I løbet af de næste to år var der to forsøg på statskup mod Déby. Regeringsstyrkerne havde voldelige sammenstød med oprørere i nærheden af Tchadsøen og i de sydlige regioner af landet, herunder Bevægelsen for demokrati og udvikling (MDD), National fornyelsekomité for fred og demokrati (CSNPD), Tchads nationale front (FNT) og Vestlige bevæbnede styrker (FAO). Tidligere franske krav om, at landet skulle holde en nationalkonference, resulterede i en samling af 750 delegater, som repræsenterede de politiske partier (de var blevet lovlige i 1992), regeringen, fagforeningerne og hæren. Hensigten var at diskutere oprettelsen af et pluralistisk demokratisk styre.
Imidlertid fortsatte uroen, videreført af en massakre i det sydlige Tchad med mængder af drab på civile. CSNPD, ledet af Kette Moise og andre sydlige grupper, gik med på en fredsaftale med regeringsstyrkerne i 1994, men som senere blev brudt. To nye grupper, De bevæbnede styrker for en føderal republik (FARF), ledet af en tidligere allieret af Jette, Laokein Barde, og Demokratiske front for fornyelse (FDR), og et reformeret MDD havde sammenstød med regeringsstyrkerne fra 1994 til 1995.

### Flerpartivalg
Samtaler med politiske modstandere i begyndelsen af 1996 gik ikke godt, men Déby annoncerede, at han havde til hensigt at holde præsidentvalg i juni. Han vandt Tchads første flerpartivalg for præsident med støtte i den andre omgang fra oppositionslederen Kebzabo, besejrede general Kamougue (lederen af kuppet i 1975 mod Tombalbaye). Débys parti MPS vandt 63 af 125 pladser i valget i januar 1997. Internationale observatører noterede talrige og alvorlige uregelmæssigheder i valgprocesserne.
Ved midten af 1997 underskrev regeringen fredsaftaler med lederskabet i FARF og MDD og formåede at fjerne forsyningslinjerne til deres baser i Den Centralafrikanske Republik og Kamerun. Der blev også opnået enighed med oprørerne fra Tchads nationale front og Bevægelsen for social retfærdighed og demokrati i oktober 1997. Freden varede ikke længe, da oprørere fra FARF kæmpede mod regeringssoldater og til sidst overgav sig i maj 1998. Barde blev dræbt i kampene, det samme blev hundredvis af andre, hovedsagelig civile.
Fra oktober 1998 havde oprørere fra Tchads bevægelse for retfærdighed og demokrati (MDJT), ledet af Youssuf Togoimi indtil hans død i september 2002, flere sammenstød med regeringssoldater i regionen Tibesti, hvilket medførte hundredvis af døde, civile, regeringssoldater og oprørere, uden at nogen af parterne formåede et erobre land. Ingen aktiv bevæbnet opposition fandtes i andre dele af Tchad.
Déby formåede i midten af 1990-erne gradvist at genoprette de grundlæggende funktioner for regeringen og indgå aftaler med Verdensbanken og Det internationale valutafond om at gennemføre betydelige økonomiske reformer. Olieudvinding i den sydlige region Doba begyndte i juni 2000, og hvor Verdensbanken delvis finansierede et fællesprojekt mellem Tchad og Kamerun for en petroleumsrørledning, en 1000 km lang nedgravet rørledning som gik gennem Kamerun til Guineabugten. Projektet etablerede unikke mekanismer for Verdensbanken, den private sektor, regeringen og det civile samfund, som garanterede fremtidige indtægter fra olieudvindingen, som man håbede ville give fordele for den lokale befolkning og mindske fattigdommen. Men successen var afhængig af, at alle partier holdt sine forsikringer. De "unikke" mekanismer for at overvågning og administration af indtægterne mødte dog kritik fra begyndelsen. Samtidig blev Tchads statsgæld eftergivet i maj 2001.
Déby vandt en tvivlsom sejr på 63% i præsidentvalget i maj 2001. Efter at have anklaget regeringen for juks blev seks oppositionsledere arresteret to gange og en oppositionel partileder blev dræbt ved annonceringen af valgresultatet. Til trods for påstande om korruption i regeringen, favorisering af Zaghawa, og overgreb fra sikkerhedsstyrkernes side var oppositionspartiernes og fagforeningernes opråb om generalstrejker og mere aktive demonstrationer mod regeringen lidet vellykkede. Til trods for bevægelser for demokratiske reformer, forblev magten i hænderne på et etnisk oligarki fra det nordlige Tchad.
I januar 2002 underskrev regeringen og oprørsgruppen Movement for Democracy and Justice in Chad (MDJT) en fredsaftale fremforhandlet af Libyen, men i maj stødte oprørsstyrker og regeringssoldater sammen i det nordlige Tchad. 64 blev dræbt i de første sammenstød efter, at fredsaftalen var blevet indgået. I januar 2003 underskrev regeringen en fredsaftale med oprørsgruppen National Resistance Army (ANR), som var aktiv i det østlige Tchad. I december underskrev MDJT og regeringen endnu en fredsaftale. Nogle i MJDT afviste imidlertid aftalen.
I oktober 2003 blev Tchad et olie-eksportende land efter, at en olieledning fra oliefelterne i Tchad til Cameroun blev åbnet.

### Darfur-konflikten(2004 – )
I 2003 begyndte Tchad at modtage flygtninge fra Darfur-regionen i vestlige Sudan. Mere end 200.000 flygtninge flygtede fra krigen mellem to oprørsgrupper og regeringsstøttede militsgrupper kendt som Janjaweed. Et antal grænseepisoder førte til en krig mellem Tchad og Sudan.
Krigen begyndte den 23. december 2005, da Tchads regering erklærede krig mod Sudan og bad Tchads indbyggere om at mobilisere sig mod en "fælles fjende". Sudanske militser havde angrebet landsbyer og byer i østlige Tchad, stjålet tamkvæg, myrdet indbyggere, og nedbrændt huse. Over 200.000 flygtninge fra regionen Darfur i nordvestlige Sudan søgte tilflugt i østlige Tchad. Tchads præsident Idriss Déby anklagede den sudanske præsident Omar al-Bashir for at "destabilisere vort land, at drive vort folk ud i elendighed, at skabe uorden og eksportere krigen fra Darfur til Tchad". Den muslimsk kontrollerede regering i Sudan er blevet anklaget af FN for at have deltaget i massemord på omkring 100.000 ikke-arabiske civilister i Darfur mellem 2003-2006.
Et angreb på byen Adre i Tchad, ikke langt fra grænsen til Sudan, førte til, at mellem 100 og 300 oprørere blev dræbt. Den sudanske regering blev anklaget for angrebet, men en talsmand fra Sudans udenrigsdepartement nægtede enhver indblanding i Tchads indre anliggender. mellem de muslimske arabere i nord og subsaharisk kristne i syd. Den 13. april 2006 angreb allierede oprørere N'Djamena, Tchads hovedstad, i et forsøg på at vælte Tchads regering. Angrebet skete kun måneder efter, at der var opstået alvorlige spændinger mellem Tchad og Sudan. Oprørerne forsøgte at erobre bygningen for nationalforsamlingen, men angrebet blev slået tilbage af Tchads hær. Mindst 400 mennesker, af dem 370 oprørere, blev dræbt i angrebet, og 271 oprørere blev taget til fange. Præsident Déby anklaget Sudan for at have støttet angrebet.
Den 25. november 2006 erobrede oprørerne den østlige by Abéché, hovedstad i regionen Ouaddaï og et center for humanitær støtte til Darfurregionen i Sudan. Den samme dag havde en anden oprørsgruppe erobret byen Biltine. Den 26. november hævdede Tchads regering at have generobret begge byer. Regeringsbygninger og hjælpekontorer i Abeche skal være blevet plyndret. Tchad hævdede, at begge oprørsgrupper var støttet af regeringen i Sudan.
Den 1. februar 2008 angreb oprørere, en alliance bestående af lederne Mahamat Nouri (tidligere forsvarsminister) og Timane Erdimi (en nevø af Idriss Déby og præsidentens tidligere stabschef) N'Djamena, faktisk omringede præsidentpaladset, men Tchads hær klarede igen at fordrive dem. Franske militære fløj forsyninger ind, men deltog ikke i krigshandlingerne. FN udtalte, at 20.000 mennesker havde forladt regionen og søgt tilflugt i Kamerun og Nigeria. Tchad anklagede igen Sudan for at stå bag angrebet, samtidig som han hævdede at have kontrol.

### Indre uro
I juni 2005 blev grundloven ændret efter en folkeafstemning. Dette tillod præsident Deby at sidde endnu en tredje periode fra 2006. I november blev den tidligere præsident Hissene Habre arresteret i Senegal for beskyldninger om forbrydelser mod menneskeheden.
I januar 2006 støttede præsident Deby en lov, som reducerede pengene fra olieindtægterne, som skulle bruges på udvikling i landet. Dette irriterede Verdensbanken, som stoppede lån, og frøs kontoen, som bruges til at samle indtægterne fra oliesalget. I marts samme år hindres et militærkup. I april sloges oprørere, som forsøgte at vælte Deby, med regeringsstyrker i udkanten af hovedstaden. Hundredvis af mennesker blev dræbt. Tchad afbrød de diplomatiske forbindelser med Sudan med anklager mod landet om at støtte oprørerne. I maj 2006 blev præsident Deby erklæret som valgvinder i præsidentvalget. Oppositionen i landet boykottede valget.
Idriss Deby døde den 20. april 2021 ved fronten hvor der var kampe mod en oprørsgruppe fra det nordlige Tchad. Det var få dage efter at han var genvalgt som præsident efter 31 år på posten.